# Trichoclea
Trichoclea is een geslacht van vlinders van de familie Uilen (Noctuidae), uit de onderfamilie Hadeninae.

## Soorten
- T. antica Smith, 1891
- T. artesta Smith
- T. cretacea Staudinger, 1888
- T. decepta Grote, 1883
- T. edwardsii Smith, 1887
- T. elaeochroa Hampson, 1919
- T. explicata Sukhareva, 1976
- T. florida Smith, 1900
- T. fuscolutea Smith, 1892
- T. mojave Benjamin, 1932
- T. postica Smith, 1891
- T. ruisa Forbes, 1914
- T. u-scripta Smith, 1891